# 克洛德·梅纳尔
克洛德·梅纳尔（法語：Claude Ménard，1906年11月14日—1980年9月2日），法国男子田径运动员。他曾代表法国参加1928年和1932年夏季奥林匹克运动会田径比赛，其中1928年奥运会获得一枚铜牌。